# یواس‌اس کانستلیشن (۱۸۵۴)
یواس‌اس کانستلیشن (۱۸۵۴) (به انگلیسی: USS Constellation (1854)) یک کشتی بود که طول آن ۱۸۱ فوت (۵۵ متر) بود. این کشتی در سال ۱۸۵۴ ساخته شد.